# Croisilles, Orne
Croisilles är en kommun i departementet Orne i regionen Normandie i nordvästra Frankrike. Kommunen ligger i kantonen Gacé som tillhör arrondissementet Argentan. År 2022 hade Croisilles 193 invånare.

## Befolkningsutveckling
Antalet invånare i kommunen Croisilles
| Referens: INSEE |